# Блок 72
Блок 72 је стамбено насеље и један од блокова на Новом Београду.
Оивичен је блоком 61, преко улице, а са друге стране излази на Бежанију. У наставку преко улице граничи се са Блоком 71 са којим заједно чине насеље Др. Иван Рибар и месну заједницу „Др Иван Рибар“ као једну од месних заједница на територији општине Нови Београд у коју спада и део Војвођанске улице.
Оивичен је истоименом улицом Др. Ивана Рибара, улицом Јурија Гагарина, Војвођанском улицом као и улицом Милеве Марић Ајнштајн која се налази у новом насељу Блока 72.

## Хронологија градње и историјат
Блок 72 је један од новијих и последње изграђених блокова у овом делу Новог Београда.
- 1989. године настао је први део Блока 72 – зграде ка раскрсници Јурија Гагарина и Др Ивана Рибара (са браон крововима).
- 1993. године настао је други део Блока 72 – зграде ка кружном току у Војвођанској улици (са црвеним крововима).
- 2011. године настало је насеље познато као Милева Марић Ајнштајн, по имену улице у којој се налази цело то насеље.

У насељу Милева Марић Ајнштајн, сасвим ка Виноградској улици, налази се и једна зграда социјалног становања и у току је градња још једног објекта.

## Живот у Блоку 72
Насеље је мирно, модерно и лепо уређено, а у новијем делу налазе се подземне гараже.
Ново насеље Блока 72, познато је и по „отровним“ или „смрдљивим“ зградама у преводу зградама са непријатним мирисима и токсичним материјама. Више пута су станари Блока 72 имали протесте, због неколико зграда које не испуњавају услове живљења. Зграде су исељене током 2017. године.

## Јавни превоз
Следеће линије саобраћају и са њима се може стићи до насеља:
- линија 45 Блок 44 - Земун, Нови град[2]
- линија 71 Зелени венац - Ледине[3]
- линија 601 Сурчин - Железничка станица Београд–главна[4]
- линија 602 Блок 44 - СРЦ Сурчин.[5]
- линија 603 Ледине - Угриновци.[6]
- линија 604 Блок 45 - Прека Калдрма, Пећинци.[7]
- линија 605 Блок 45 - Прогар.[8]
- линија 95 Блок 45 - Борча[9]
- линија 610 Земун - Јаково[10]
- линија 89 Блок 72 - Видиковац[11]